# Liste der italienischen Botschafter in Chile
Liste der Leiter der italienischen Auslandsvertretung in Santiago de Chile
| Ernennung/Akkreditierung | Name                                  | Bemerkungen | ernannt von                          | akkreditiert während der Regierung von | Posten verlassen |
| ------------------------ | ------------------------------------- | --- | ------------------------------------ | -------------------------------------- | ---------------- |
| 25. Feb. 1864            | Antonio Maria Migliorati              | | Marco Minghetti                      | José Joaquín Pérez Mascayano           |                  |
| Mai 1866                 | Antonio Maria Migliorati              | Carlo Alberto Cavalchini Garofoli | Ministro Residente                   | José Joaquín Pérez Mascayano           |                  |
| 1868                     | Rodulfo Pandolfini                    | Geschäftsträger | Urbano Rattazzi                      | José Joaquín Pérez Mascayano           |                  |
| 1. Okt. 1870             | Hipólito Garrou                       | Geschäftsträger encargado de negocios y cónsul general de Italia en Lima al Ministro de Relaciones Exteriores del Perú, de fecha 17 de marzo de 1871 | Urbano Rattazzi                      | José Joaquín Pérez Mascayano           |                  |
| 9. Mai 1874              | Fabio Sanminiatelli                   | Geschäftsträger | Marco Minghetti                      | Federico Errázuriz Zañartu             |                  |
| 8. Juli 1883             | Silvio Carcano                        | Ministro Residente | Agostino Depretis                    | Domingo Santa María González           |                  |
| 7. Juli 1887             | Fabio Sanminiatelli                   | Ministro Residente | Francesco Crispi                     | José Manuel Balmaceda                  |                  |
| 1888                     | F. Litta Modignani                    | Geschäftsträger | Francesco Crispi                     | José Manuel Balmaceda                  |                  |
| 29. Juli 1889            | Pietro Giuseppe Castelli              | Ministro Residente, Generalkonsul | Francesco Crispi                     | José Manuel Balmaceda                  |                  |
| 1892                     | Carlos Felipe Serra                   | Geschäftsträger | Giovanni Giolitti                    | Jorge Montt Álvarez                    |                  |
| 20. Okt. 1893            | Pablo Braseschi                       | Ministre plénipotentiaire | Francesco Crispi                     | Jorge Montt Álvarez                    |                  |
| 6. Juni 1895             | Loernzo Maccio                        | Generalkonsul | Antonio Starabba, Marchese di Rudinì | Federico Errázuriz Echaurren           |                  |
| 2. Apr. 1896             | Antonio Greppi                        | Ministre plénipotentiaire | Antonio Starabba, Marchese di Rudinì | Federico Errázuriz Echaurren           |                  |
| 1898                     | Orestes Savina                        | Geschäftsträger | Luigi Pelloux                        | Federico Errázuriz Echaurren           |                  |
| 1901                     | Orestes Savina                        | Geschäftsträger | Giuseppe Zanardelli                  | Aníbal Zañartu                         |                  |
| 5. Juni 1902             | Fausto Cuchi Boasso                   | Ministre plénipotentiaire, 4. Dezember 1915 – 9. April 1917: Botschafter in Tokio                                                                    | Giuseppe Zanardelli                  | Aníbal Zañartu                         |                  |
| 3. März 1904             | Ercole Orsini                         | | Giovanni Giolitti                    | Germán Riesco Errázuriz                |                  |
| 30. Okt. 1906            | Francesco Carignani                   | | Giovanni Giolitti                    | Germán Riesco Errázuriz                |                  |
| 11. Aug. 1909            | Cesare Ranuzzi Segni                  | | Giovanni Giolitti                    | Pedro Montt Montt                      |                  |
| 17. Sep. 1911            | Paola di Montagliari                  | Ministre plénipotentiaire | Giovanni Giolitti                    | Elías Fernández Albano                 |                  |
| 4. Mai 1918              | Conde Nani Mocenigo                   | Ministre plénipotentiaire | Vittorio Emanuele Orlando            | Juan Luis Sanfuentes Andonaegui        |                  |
| 27. Juli 1922            | Fortunato Castoldi                    | Ministre plénipotentiaire | Benito Mussolini                     | Arturo Alessandri Palma                |                  |
| 3. Juli 1924             | Alberto Martín Franklin               | Botschafter | Benito Mussolini                     | Luis Altamirano                        |                  |
| 3. Juni 1926             | Carlos Garbasso                       | | Benito Mussolini                     | Arturo Alessandri Palma                |                  |
| 14. Nov. 1930            | Ercole Durini di Monza                | | Benito Mussolini                     | Carlos Ibáñez del Campo                |                  |
| 25. Aug. 1932            | Orazio Pedrazzi                       | | Benito Mussolini                     | Carlos Dávila Espinoza                 |                  |
| 26. Juli 1936            | Giovanni Marchi                       | | Benito Mussolini                     | Carlos Dávila Espinoza                 |                  |
| 7. Okt. 1939             | Rafael Boscarelli                     | | Benito Mussolini                     | Pedro Aguirre Cerda                    |                  |
| 12. Dez. 1940            | Pierre Filippo De Rossi del Lion Nero | | Benito Mussolini                     | Pedro Aguirre Cerda                    |                  |
| 26. Apr. 1946            | Giovanni Persico                      | | Ferruccio Parri                      | Alfredo Duhalde                        |                  |
| 12. Feb. 1947            | Giovanni Fornari                      | | Ferruccio Parri                      | Alfredo Duhalde                        |                  |
| 14. Okt. 1950            | Alberto Boerio                        | | Ferruccio Parri                      | Alfredo Duhalde                        |                  |
| 20. Jan. 1953            | Guido Borga                           | | Giuseppe Pella                       | Carlos Ibáñez del Campo                |                  |
| 31. Okt. 1956            | Mario Luciolli                        | | Antonio Segni                        | Carlos Ibáñez del Campo                |                  |
| 13. Mai 1961             | Pier Marcello Mascoti                 | | Fernando Tambroni                    | Jorge Alessandri Rodríguez             |                  |
| 13. Sep. 1962            | Livio Theodoli                        | | Fernando Tambroni                    | Jorge Alessandri Rodríguez             |                  |
| 3. Aug. 1966             | Paolo Pansa-Cedronio                  | | Giovanni Leone                       | Eduardo Frei Montalva                  |                  |
| 20. Feb. 1971            | Norberto Behmann dell’Elmo            | 1977–1979: Botschafter in Berlin | Emilio Colombo                       | Salvador Allende Gossens               |                  |
| 1986                     | Armando Sanguini                      | Geschäftsträger, 1998: Generaldirektor für kulturelle Beziehungen des Außenministeriums, 2003–2011: Botschafter in Tunis.                            | Bettino Craxi                        | Augusto Pinochet Ugarte                |                  |
| 1988                     | Michelangelo Pisani Massamormile      | (* 24. März 1931 in Neapel) | Ciriaco De Mita                      | Augusto Pinochet Ugarte                |                  |
| 14. Feb. 1995            | Emanuele Costa                        | | Lamberto Dini                        | Eduardo Frei Ruiz-Tagle                |                  |
| 8. Juni 1998             | Emilio Barbarini                      | (* 2. Mai 1940 in Verona) | Massimo D’Alema                      | Eduardo Frei Ruiz-Tagle                |                  |
| 22. Juni 2002            | Giovanni Ferrero                      | | Silvio Berlusconi                    | Ricardo Lagos Escobar                  |                  |
| 1. Juli 2005             | Paolo Casardi                         | (* 29. Juni 1949 in Rom) | Silvio Berlusconi                    | Ricardo Lagos Escobar                  |                  |
| 23. Sep. 2009            | Vincenzo Palladino                    | (* 3. Dezember 1950 in Neapel) | Silvio Berlusconi                    | Ricardo Lagos Escobar                  |                  |
| 28. Okt. 2013            | Marco Ricci                           | (* 1961 in Perugia) | Silvio Berlusconi                    | Ricardo Lagos Escobar                  |                  |